# Halma (Band)
Halma ist eine deutsche Rockband, die 2000 in Hamburg gegründet wurde. Bislang veröffentlichte Halma acht Musikalben.
2007 komponierte Halma die Musik zu dem Kino-Film Der andere Junge (Regie: Volker Einrauch), der auf verschiedenen internationalen Festivals ausgezeichnet wurde.

## Stil
Halma verabschiedete sich schnell von herkömmlichen Songstrukturen, um loopartige, von Electronica inspirierte Wege zu gehen. Auf Grundlage einer klassischen Rockbesetzung (Gitarren, Bass, Schlagzeug) entwickelt die Band ihre Musik aus Improvisationen: Im Fluss des Spielens entstehen musikalische Themen, die die Bausteine für die Komposition der späteren Songs bilden. Halma überträgt Mechanismen elektronischer Musik in ein analoges Bandgefüge.

## Diskografie
- 2000: Container verloren und gesunken (CD/Streaming, Eigenveröffentlichung)
- 2003: Minifield (CD/Streaming, Eigenveröffentlichung)
- 2006: Back to Pascal (Vinyl/CD, Streaming – Sunday Service)
- 2008: Broad Peak (Vinyl/CD, Streaming – Sunday Service)
- 2011: Dissolved Solids (Vinyl/CD, Streaming – Sunday Service)
- 2015: Granular (Vinyl/CD, Download, Streaming – Kapitän Platte)
- 2019: The Ground (Vinyl/CD, Download, Streaming – Kapitän Platte)
- 2024: Driving by Numbers (Vinyl, CD, Download – Kapitän Platte)